# Liste des universités en Italie
Elles sont actuellement réparties en 2005 sur tout le territoire italien :
Sans autre précision, leur nom complet en italien commence par Università degli studi.
par ordre alphabétique du siège universitaire principal — Rende est la commune de Calabre où se trouve Arcavacata
- Université polytechnique des Marches (Ancône) | (it + en)
- Université de la Vallée d'Aoste (Aoste) | (fr + it + en)
- Universités de Bari :
  - École polytechnique de Bari | (it) 
  - Université de Bari | (it + fr + en)
- Universités de Bénévent :
  - Université du Sannio | (it) 
  - Université Télématique « Giustino Fortunato » | (it)
- Université de Bergame (Bergame) | (it)
- Université de Bologne (Bologne) | (en + it)
- Université libre de Bolzano (Bolzano/Bozen) | (it + en + de)
- Université des sciences gastronomiques (Bra) | (it + en)
- Universités de Brescia :
  - Université de Brescia | (it + en) 
  - Université catholique du Sacré-Cœur | (it + en)
- Université de Cagliari (Cagliari) | (it)
- Université de Camerino (Camerino) | (it)
- Université du Molise (Campobasso) | (it) « http://www.unimol.it/newweb/index.htm »(Archive.org • Wikiwix • Archive.is • Google • Que faire ?)
- LUM - Libre Université Méditerranée Jean Monnet (Casamassima) | (it)
- Université de Cassino (Cassino) | (it)
- Université Carlo-Cattaneo LIUC (Castellanza) | (it)
- Université de Catane (Catane) | (it)
- Université Magna Graecia de Catanzaro (Catanzaro) | (it)
- Université de Chieti (Chieti) | (it)
- Université Télématique « Leonardo da Vinci » (Torrevecchia Teatina-Chieti)| (it + en)
- Université Kore d'Enna (Enna) |
- Université de Ferrare (Ferrare) | (it)
- Universités de Florence :
  - École normale supérieure (Florence) | (it + en) 
  - Université de Florence | (it) 
  - Université Télématique « Italian University Line » | (it)
- Université de Foggia (Foggia) | (it)
- Université de Gênes (Gênes) | (it)
- Université de Gorizia (Gorizia) | (it)
- Université de L'Aquila (L'Aquila) | (it)
- Université du Salente (Lecce) | (it + en)
- École IMT des hautes études de Lucques (Lucques) | (it)
- Université de Macerata (Macerata) | (it)
- Université de Messine (Messine) | (it)
- Universités de Milan :
  - École polytechnique de Milan | (it) 
  - Université libre des langues et de la communication | (it) 
  - Université Bocconi | (it) 
  - Université catholique du Sacré-Cœur | (it + en) 
  - Université de Milan | (it) 
  - Université de Milan-Bicocca | (it) 
  - Humanitas University | (it + en) 
  - Université Vie-Santé Saint-Raphaël | (it)
- Université de Modène et de Reggio d'Émilie (Modène et Reggio d'Émilie) | (it)
- Universités de Naples :
  - Université de Naples « L'Orientale » | (it) 
  - Université Sœur-Ursule-Benincasa | (it) 
  - Université de Naples « Frédéric-II » | (it) 
  - Université de la Campanie « Luigi Vanvitelli » | (it) 
  - Université de Naples - Parthénope | (it) 
  - Université Télématique « Pegaso » | (it + en)
- Université Télématique e-Campus (Novedrate) | (it + fr + en + tr)
- Université de Padoue (Padoue) | (it + en + es)
- Université de Palerme (Palerme) | (it)
- Université de Parme (Parme) | (it + en)
- Universités de Pavie :
  - Institut universitaire des hautes études IUSS de Pavie | (it + en) 
  - Université de Pavie | (it)
- Universités de Pérouse :
  - Université de Pérouse | (it) 
  - Université pour étrangers de Pérouse | (it + en)
- Universités de Pise :
  - École normale supérieure (Pise) | (it + en) 
  - École supérieure Sainte-Anne de Pise (Pise) | (it + en) 
  - Université de Pise | (it)
- Université catholique du Sacré-Cœur (Plaisance-Crémone) | (it + en)
- Université de la Basilicate (Potenza) | (it)
- Université de Reggio de Calabre (Reggio de Calabre) | (it)
- Université de Calabre (Arcavacata di Rende) | (it)
- Universités de Rome :
  - Université de Rome « La Sapienza » Rome I | (it) 
  - Université de Rome « Tor Vergata » Rome II | (it) 
  - Université de Rome III | (it) 
  - Université de Rome « Foro Italico » | (it) 
  - Université catholique du Sacré-Cœur | (it + en) 
  - Université de Rome « Campus bio-médical » | (it) 
  - Libre Université internationale des études sociales « Guido Carli » | (it + en) 
  - Université des Études internationales de Rome | (it + en) 
  - Link Campus University | (it + en + ru) 
  - Université européenne de Rome | (it + en) 
  - Université Guglielmo-Marconi | (it + en + el + ru) 
  - Libre Université Marie Très-Sainte Assomption | (it + en) 
  - Université Nicolas-de-Cues | (it) 
  - Université pontificale de la Sainte-Croix (Vatican)
  - Université pontificale grégorienne (Vatican)
  - Université pontificale du Latran (Vatican)
  - Université Télématique Internationale « UniNettuno » | (it + fr + en + ar + el + pl) 
  - Université Télématique San Raffaele | (it + en) 
  - Université Télématique UNITELMA Sapienza | (it + en) 
  - Université Télématique Universitas Mercatorum | (it)
- Université de Salerne (Salerne) | (it)
- Université de Saint-Marin (Saint-Marin) | (it)
- Université de Sassari (Sassari) | (it)
- Universités de Sienne :
  - Université de Sienne | (it) 
  - Université pour étrangers de Sienne | (it + fr + en)
- Université de Teramo (Teramo) | (it)
- Universités de Turin :
  - École polytechnique de Turin | (it + en) 
  - ESCP Europe (Turin Campus) | (it + en) 
  - International University College of Turin (IUC) | 
  - Université de Turin | (it)
- Université de Trente (Trente) | (it)
- Universités de Trieste :
  - École internationale supérieure d'études avancées SISSA | « http://www.sissa.it/main/ »(Archive.org • Wikiwix • Archive.is • Google • Que faire ?)
  - Université de Trieste | (it)
- Université d'Udine (Udine) | (it)
- Université d'Urbino « Carlo-Bo » (Urbino) | (it)
- Université de l'Insubrie (Varèse et Côme) | (it)
- Universités Venise :
  - Université « Ca' Foscari » de Venise | (it) 
  - Université IUAV de Venise | (it)
- Université du Piémont oriental « Amedeo-Avogadro » (Verceil) | (it)
- Université de Vérone (Vérone) | (it + fr)
- Université de la Tuscia (Viterbe) | (it)